# گرین ماونتاین (کارولینای شمالی)
گرین ماونتاین (به انگلیسی: Green Mountain) یک منطقهٔ مسکونی در ایالات متحده آمریکا است که در شهرستان ینسی، کارولینای شمالی واقع شده‌است. گرین ماونتاین ۶۳۷ نفر جمعیت دارد و ۶۵۸٫۰۷ متر بالاتر از سطح دریا واقع شده‌است.